# 후쿠시마정 (나가사키현)
후쿠시마정(福島町)은 나가사키현 북부 기타마쓰우라군에 있던 정이다. 
2006년 1월 1일 기타마쓰우라군 다카시마정이 신설 합병해 마쓰우라시가 되어 소멸하였다.

## 지리
나가사키 현 북부에 위치한다. 후쿠시마는 이마리만의 중앙부에 위치하고 있으며 동서 약 7km, 남북 약 8km 길이를 가진다. 나가사키 현에 속해 있긴하지만 섬의 동쪽 건너편은 사가현 이마리시이다. 이마리시 사이에는 1967년 10월에 완공된 길이 225m의 후쿠시마 대교 가 놓여있어 육로를 통과시에는 사가현에서 섬으로 들어가는 형태가된다.
이 외에도 건너편 사가현과의 해상에는 '이로하시마'라고 불리는 48개의 섬(무인도)이 떠 있는데, 이 역시 후쿠시마정의 행정구역에 포함되어 있다. 

## 역사
- 1889년 4월 1일 - 정촌제 시행에 의해 - 기타마쓰우라군 후쿠시마촌이 성립하였다.
- 1951년 1월 21일 - 정으로 승격해 후쿠시마정이 되었다.
- 2006년 1월 1일 - 마쓰우라시 및 기타마쓰우라군 다카시마정과 신설 합병해 새로운 도시에 의한 마쓰우라시가 되어 자치단체로서는 소멸하였다.

## 경제
예전에는 정내에 탄광이 있었지만 1972년에 폐광되어 현재는 새우와 진주 양식업이 주요 산업이다.
또한 탄광 철거지에는 액화 석유 가스 의 비축 기지가 건설되었다.

## 교통
가장 가까운 공항은 사가공항-후쿠오카공항이다.

### 본토와의 연락
나가사키현에 있는 섬이지만, 나가사키현의 본토 지역으로 직행하는 교통수단은 없으며, 사가현이마리시와의 사이에만 교통편이 정비되어 있다. (예전에는 사세보-오노-이마리-후쿠시마항 간 직통 노선버스가 있었으나 1996년에 폐지됨)

#### 버스
사이히 자동차에서 이마리역 앞과 후쿠시마를 연결하는 노선버스가 운행되고 있다(이마리만 동쪽 해안을 지나 후쿠시마 대교(사가현, 나가사키현), 후쿠시마 대교를 건너는 노선버스). 이 외에도 섬 내부를 순환하는 버스도 운행되고 있다.

#### 선박
가네코 회조점(金子回漕店)에서 이마리시 서북단, 이마리만 서안부 마쓰우라시에 가까운 위치에 있는 우라노사키항과 후쿠시마를 연결하는 정기선이 운항되고 있다. 우라노자키항의 위치는 마쓰우라 철도 후쿠시마구치역과 가깝다.
이 정기선은 페리가 아닌 페리다. 후쿠시마에서 자동차로 나가사키현 본토 지역으로 갈 경우, 만리만 동쪽 해안의 후쿠시마 대교를 건너 만리만을 따라 크게 한 바퀴 돌아야 한다.

### 섬 안의 교통
나가사키현도・사가현도 103호 키우치세 나베쿠시쓰지선이 일주도로의 역할을 담당하고 있지만, 좁은 1차선 구간도 있다. 섬 내에는 일반 국도 및 주요 지방도는 없다.